# Клен сріблястий
Клен срібля́стий (лат. Ácer sacchárinum) — листопадне дерево родини Кленові (за іншою системою класифікації — Сапіндові), що росте в східній частині Північної Америки.

## Поширення

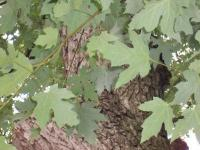
Листя

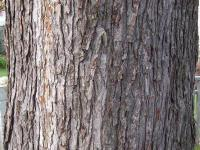
Кора

Поширений у східній частині Північної Америки — у США та прилеглих територіях Канади.
Росте у вологих низинах, по берегах річок і озер, на підвищеннях зустрічається рідше. Найкраще пристосований до вологих, добре дренованих, тонкотекстурних наносних ґрунтів. Зустрічається на висоті від 30 до 600 м над рівнем моря. У посушливих регіонах зустрічається тільки біля води.
Показує середню терпимість до засолених ґрунтів, але досить легко переносить тривалі періоди повеней. Тіньовитривалість виражена не яскраво і залежить від інших умов — на хороших ґрунтах більш тіньовитривалий. У будь-якому разі, більш вимогливий до світла, порівняно з іншими видами клена. Домінує в лісах разом з буком, ясеном і тополею.

## Морфологія
Листопадне швидкоросле дерево середніх розмірів, висотою 27—36 м. Стовбур короткий, біля основи часто розділяється на кілька вертикальних розгалужень. Крона, як правило, негуста і закруглена. Гілки спочатку спрямовані вниз, потім витончено згинаються і йдуть вгору. Гілочки схожі на гілочки клена червоного — з V-подібними листовими рубцями, тільки у клена сріблястого вони міцніші, часто темнішого каштанового кольору і на зламі неприємно пахнуть.
Кора молодих дерев світло-сіра, гладка, з віком темніє і покривається довгими вузькими тріщинуватими пластівчастими лусочками.
Коренева система неглибока і мичкувата (волокниста).
Бруньки червонувато-коричневі з великими лусочками, квіткові бруньки часто зібрані в добре помітні грона.
Листки супротивні, прості, з п'ятьма лопатями і глибокими пальчастими виїмками між ними, на краях шорстко-пилчасті, 8—16 см завдовжки і 6—12 см шириною, у верхній частині світло-зелені, в нижній — бліді, сріблясто-білі. Черешки тонкі, 5—12 см завдовжки.
Квітки однодомний, від зеленуватого до червонуватого кольору, зібрані в маленькі волоті. Цвіте клен ранньою весною, задовго до появи листя.
Плід — крилатка, що складається з двох однакових крилець із насіниною, найбільша серед північноамериканських видів. Кожне крильце 3,5-5 см завдовжки і до 12 мм шириною. Плід дозріває пізньою весною і при потраплянні в ґрунт зразу дає пагони. Хоча крильця сприяють перенесенню насіння на відстань, воно (насіння) досить важке у цього виду і частково поширюється за допомогою водних потоків.
За морфологічними властивостями клен сріблястий близький до клена червоного і може створювати з ним гібриди (Acer × freemanii).
Живе до 130 років і довше.

## Природне значення
Клен сріблястий щорічно дає рясний насіннєвий урожай. Насінням живляться багато птахів, серед яких кіпаль жовтобровий (Coccothraustes vespertinus), в'юркові, дикі індики та інші. Крім того, насінням, бруньками і гілочками клена харчуються вивірки і бурундуки. Для вивірок кленові бруньки вкрай важливі ранньою весною, коли інша їжа для них недоступна. Їх їдять також бобри, білохвості олені і зайці.
У гілках гніздяться каролінські качки (Aix sponsa), гоголі (Bucephala clangula). В дуплах дерев знаходять притулок ракуни, опосуми, вивірки, сови і дятли. Клен сріблястий — одне з небагатьох листопадних дерев, що використовується для спільної ночівлі червоноплечих еполетників (Agelaius phoeniceus), звичайних ґраклів (Quiscalus quiscula), шпаків (Sturnus vulgaris) і буроголових вашерів (Molothrus ater).

## Культивування
У клена сріблястого досить тендітна деревина, тому дерева можуть страждати від сильного вітру. Їхня коренева система неглибока, і вони легко окуповують заливні луки і старі дренажні труби[джерело?]. Клен сріблястий досить швидко проростає, і якщо його не обрізати, то часто дає кілька однакових пагонів. Проте, його часто висаджують у парках і вздовж доріг через його швидке зростання, простоту розмноження і пересаджування. Легко пристосовується до міських умов, тому часто висаджується на узбіччях доріг.
Поза природним ареалом і кліматичними умовами, легко уживається в середземноморському кліматі (наприклад, у Лос-Анджелесі або Єрусалимі), якщо є достатня кількість води.

## Сорти
- Laciniatum Wieri (син. Acer saccharinum f. laciniatum 'Wieri'[2], Acer saccharinum 'Laciniatum' ('Wieri')[3]). Дерево середньої величини, висота 11-20 м[4], ширина 8-15 м; крона асиметрична, вільна. Швидкозростальний сорт. Гілки звисають. Цвіте до появи листя; суцвіття червонувато-коричневі. Плоди непоказні. Листки глибоколопатеві (порівняно з типовою формою виду), сильно разрізані, під час розпускання бронзово-зелені, влітку світло-зелені, нижня сторона білувата[5], восени жовті[4]. Коренева система поверхнева, може піднімати дорожнє покриття, тому слід садити не ближче 3-5 метрів до доріжок і залишати не засадженим пристовбурний круг. Зимостійкий, стійкий у міських умовах, вимагає захисту від вітру. Ґрунти від слабокислих до нейтральних, свіжі або вологі, родючі; сорт легко адаптується до різних ґрунтових умов, але може жовтіти за надлишку вапна. Через цвітіння не рекомендується проводити обрізку взимку або навесні[5]. Зони морозостійкості: від 4 до тепліших.

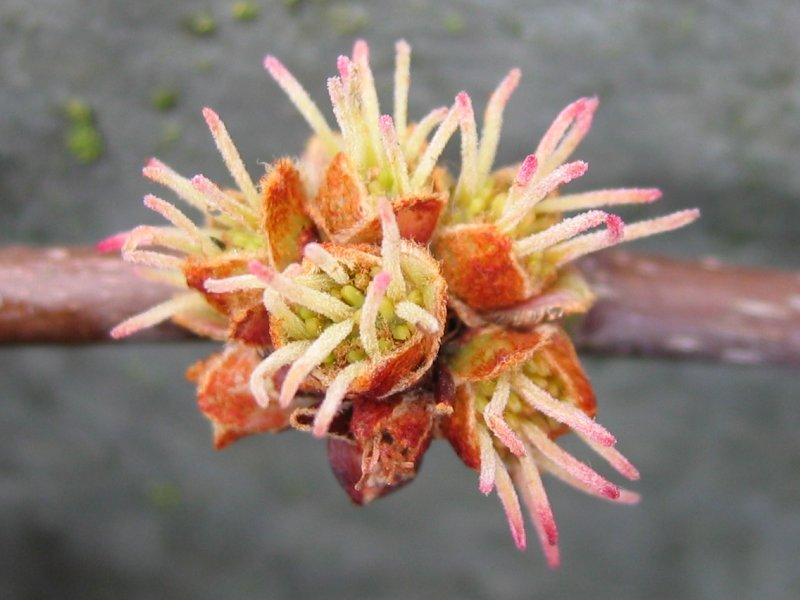
Квітка
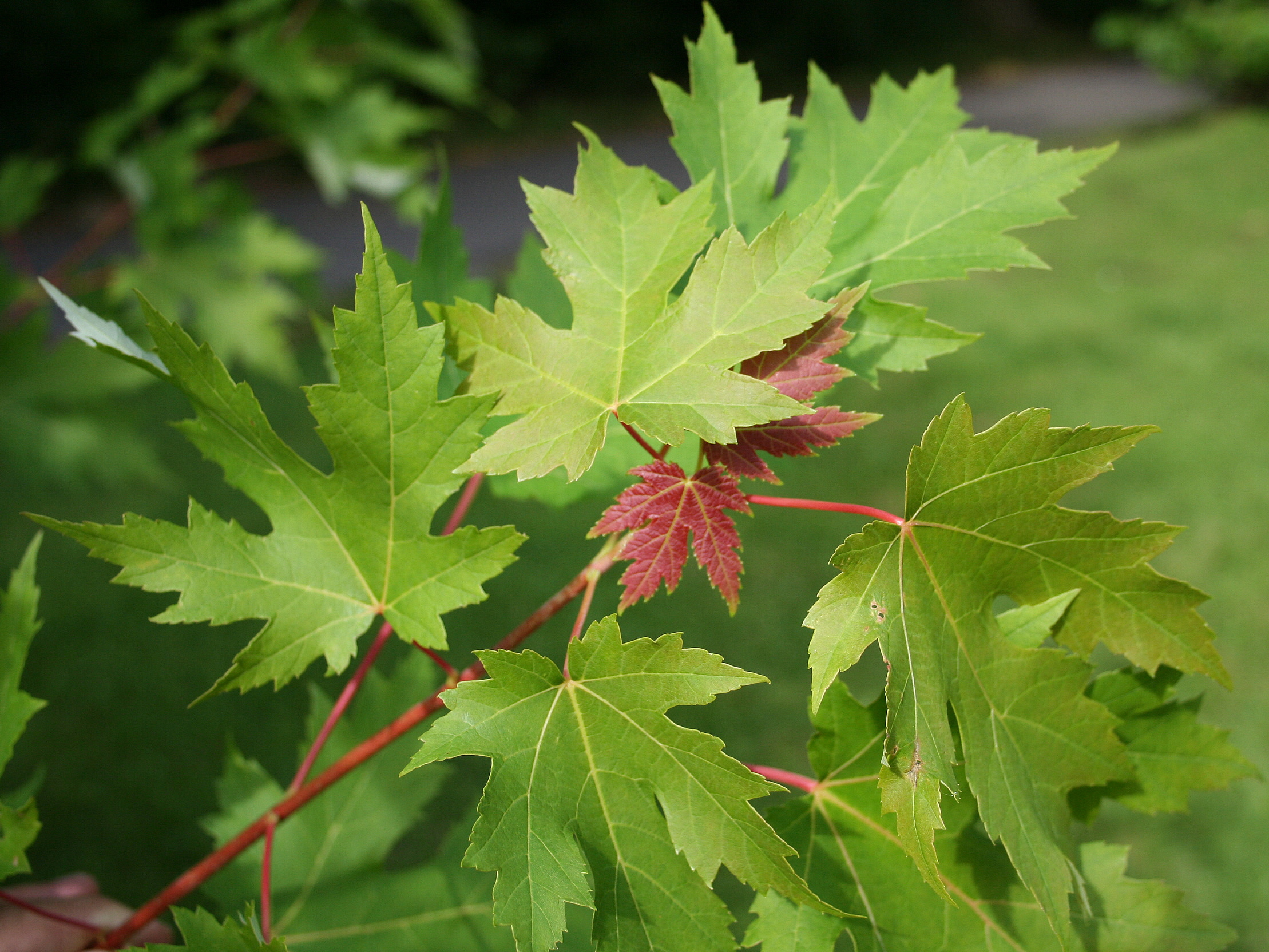
Листя
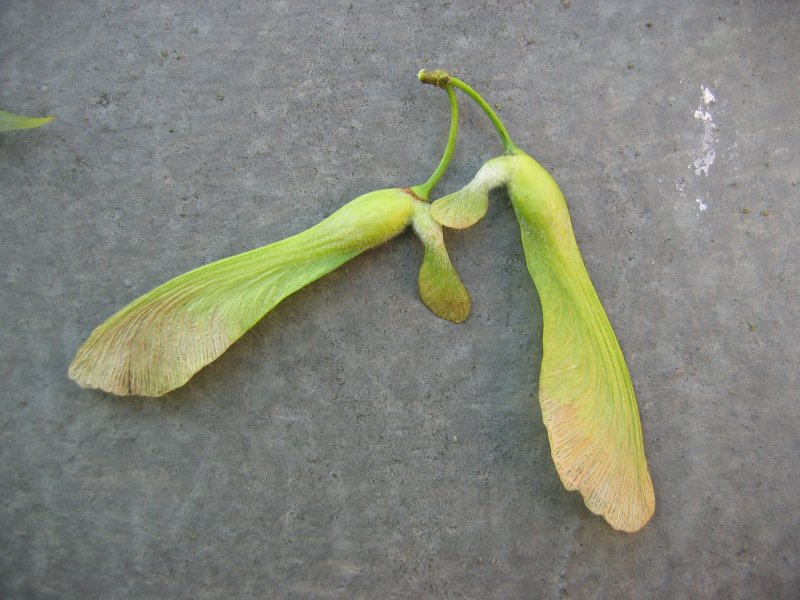
Плід